# 쿠마시 브릴리언트 블루
쿠마시 브릴리언트 블루(Coomassie brilliant blue)는 섬유산업에서 사용하기 위해 개발된 두 가지 유사한 트리페닐메탄 염료의 이름이지만 현재는 분석생화학에서 단백질 염색에 일반적으로 사용된다. 쿠마시 블릴리언트 블루 G-250은 쿠마시 브릴리언트 블루 R-250과는 두 개의 메틸기가 다르다. "쿠마시(Coomassie)"는 ICI(Imperial Chemical Industries)의 등록상표이다

## 이름과 발견
쿠마시(Coomassie)라는 이름은 영국 브래클리(Blackley) 기반 염료 제조업체인 레빈스타인(Levinstein Ltd)의 상표 이름으로 19세기 말에 채택되어 산성 울 염색약으로 판매했다. 1896년도 네 번째 앵글로 아샨티 전쟁 기간동안, 영국군은 쿠마시(현대 가나의 쿠마시(Kumasi))를 점령하고 있었다. 이 레빈스타인(Levinstein Ltd)은 1918년에 브리티시염료(British Dyestuffs)의 일부가 되었으며, 1926년 ICI(Imperial Chemical Industries)의 일부가 되었다. ICI는 여전히 쿠마시(Coomassie) 상표권을 보유하고 있지만 더 이상 염료를 제조하지는 않는다.
청색 디설폰화 트리페닐 메탄 염료는 독일 엘버펠트에 기반을 둔 막스 웨일러(Max Weiler)에 의해 1913년에 처음 제조되었다. 유기 합성에 대한 다양한 특허가 연속적으로 출원되었다.
생화학 저널에 발표 된 논문은 실제로 어떤 염료가 사용되었는지 명시하지 않고 이러한 염료를 단순히 "쿠마시"라고 부른다. 실제로 색상색인에는 40 개 이상의 염료가 "쿠마시(Coomassie)"와 함께 나열된다. 다른 쿠마시 "청색"염료도 있다. 예를 들어, 머크인덱스(Merck Index)(제10판)에는 완전히 다른 구조를 가진 쿠마시 블루 RL(Coomassie Blue RL)(Acid Blue 92, CI 13390)이 나와있다.

## 염료 색상
쿠마시 브릴리언트 블루 R-250의 접미사 "R"은 빨간색(Red)의 약자로 청색의 색소는 희미한 붉은 색을 띄고 있다. "G" 변종의 경우 파란색 색상이 좀 더 녹색을 띄고 있다. "250"은 원래 염료의 순도를 나타낸다.
두 염료의 색상은 용액의 산도에 따라 다르다. "G" 형태의 염료가 상세히 연구되었다. pH가 0 미만이면 염료는 파장 465nm에서 최대 흡수를 보이는 적색을 나타낸다. 대략 pH1에서 염료는 초록색으로 620nm에서 최대 흡수를 보이며, pH2 염료는 밝은 파란색이며 최대치 파장은 595nm이다. pH7에서 염료는 43,000 M-1 cm-1의 흡광 계수를 갖는다.
염료는 단백질의 아미노기 및 카르복실기와 정전기적이지만 비공유결합적으로 상호 작용한다. 염료 분자는 양모(케라틴)를 비롯한 단백질에 결합하여 단백질-염료 복합체를 형성한다. .복합체의 형성은 용액 중의 대부분의 분자가 양이온 형태로 존재할 때 산 조건 하에서도 청색을 생성하는 음전하를 띤 음이온 형태의 염료를 안정화시킨다. 이것은 단백질에 결합하는 쿠마시 브릴리언트 블루 염료를 포함하는 단백질 결정방법인 브래드포드(Bradford) 분석법의 기초이다. 염료가 단백질에 결합하면 염료의 최대 흡수도가 465에서 595nm로 변화한다. 595nm에서의 흡수증가를 모니터링하여 단백질 농도를 측정한다.
염료는 또한 음이온성 세제인 SDS(sodium dodecylsulfate)와 복합체를 형성한다. 이 복합체의 형성은 중성 녹색 염색의 형성을 안정화시킨다. 이 효과는 브래드포트(Bradford) 분석법을 이용한 단백질 농도 추정을 방해할 수 있다. 또한 음이온성 세제는 단백질에 결합하기 위해 염료와 경쟁 관계가 되기 쉽다.

## 생화학 분야의 응용
브래드포드(Bradford) 분석법은 솔루션의 단백질 양을 측정하기 위해 쿠마시 브릴리언트 블루 G-250의 스펙트럼 특성을 사용한다. 단백질 샘플을 인산과 에탄올이 들어있는 염료 용액에 첨가한다. 산성 조건 하에서 염료는 일반적으로 갈색인 반면, 단백질에 결합하면 청색 염료형태가 생성된다. 용액의 흡광도는 파장 595nm에서 측정한다. 주목할만한 점은 염료가 5 μg의 단백질만으로도 그 차이를 구분할 수 있을 정도로 민감도가 높다는 것이다. 그러나, 이 방법의 단점 중 하나는 다양한 단백질에 따라 색 발달이 다르다는 점이다. 단백질의 단위 질량 당 흡광도 변화는 단백질의 형태에 따라 다르다.
단백질에 결합하면 음전하를 띠는 쿠마시 브릴리언트 블루 G-250 염료 분자는 단백질이 전반적으로 음전하를 띠게 한다. 이 특성은 블루 네이티브 PAGE(Blue Native PAGE) 라는 기술에서 비 변성 조건 하에서 폴리 아크릴 아미드 겔 전기 영동을 사용하여 단백질 또는 단백질 복합체를 분리하는 데 사용할 수 있다. 폴리 아크릴 아미드 겔에서 복합체의 이동성은 단백질 복합체의 크기 (즉, 분자량) 및 단백질에 결합 된 염료의 양 모두에 의존할 것이다.
쿠마시 블루 염색은 또한 웨스턴 블랏 분석에서 로딩 콘트롤(loading control 염색법)으로 사용할 수 있다. 그것은 음이온 전-항체 염색으로 적용된다.

## 의료용
상표명 브릴리언트 필(Brilliant Peel)이름으로 브릴리언트 블루 G(Brilliant Blue G)는 망막의 외과 수술에 사용된다.